# Ugo il Bruno di Lusignano
Ugo di Lusignano detto il Bruno (le Brun) o anche Ugo IX di Lusignano (Hugues in francese, Hug in catalano, Hugo in spagnolo, in aragonese, in portoghese, in galiziano e in latino; 1141 circa – 1169) fu reggente della signoria di Lusignano dal 1163 alla sua morte.

## Biografia

### Infanzia
Secondo il documento n. 214, datato al 1152, del Chartes de l'abbaye de Nouaillé de 678 à 1200, Ugo era figlio primogenito dell'ottavo Signore di Lusignano, Ugo VIII, detto il Vecchio o il Bruno ("le Vieux ou le Brun") e di Bourgogne de Rançon, come conferma anche lo storico americano, Sidney Painter, nel suo The Lords of Lusignan in the Eleventh and Twelfth Centuries.
Bourgogne de Rançon, ancora secondo The Lords of Lusignan in the Eleventh and Twelfth Centuries era figlia di Goffredo di Rançon e Falsifie, dama di Moncontour.

Ugo VIII di Lusignano, secondo il documento n° CCLXVIII del Chartes et documents pour servir à l'histoire de l'abbaye de Saint-Maixent, vol 1, datato 1118, era figlio primogenito del settimo Signore di Lusignano, Ugo VII, detto il Bruno (le Brun) e si potrebbe intendere di Sarracina di Lezay (circa 1067- 1143/1144 anno in cui non viene più citata nei documenti); il documento n° CXXX, del 1143, del Cartulaire du chapitre Saint-Hilaire-le-Grand de Poitiers (non consultato) attesta che la moglie di Guglielmo di Lusignano, figlio secondogenito di Ugo VII fosse la figlia di primo letto di Sarracina, per cui si deve supporre che anche Ugo VII avesse avuto un'altra moglie, di cui non si conoscono né il nome né gli ascendenti, prima di Sarracina, per cui se il documento n° CXXX, sopra citato, è veritiero, sia Guglielmo che Ugo, il primogenito sarebbero figli di primo letto.
Ugo viene citato per la prima volta con il padre, Ugo VIII il Vecchio, la madre Burgunda ed i fratelli, Roberto, Goffredo e Pietro nel documento n° 214, datato 1152, del Chartes de l'abbaye de Nouaillé de 678 à 1200.

### Spedizione in Terra Santa
Secondo lo storico delle Crociate, Guglielmo di Tiro, che fu arcivescovo della città di Tiro, nell'odierno Libano, nella sua Historia rerum in partibus transmarinis gestarum, Ugo il Vecchio (Hugo de Liniziaco senior), nel 1163, si recò in pellegrinaggio in Terra santa assieme a Goffredo Martello, fratello del conte d'Angoulême, Guglielmo VI
Prima di partire in pellegrinaggio a Gerusalemme, secondo Sidney Painter, nel 1163, Ugo VIII il Vecchio, associò il figlio primogenito, Ugo, alla conduzione della signoria.

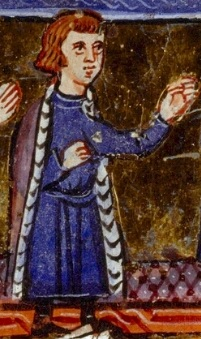
Baemomdo III d'Antiochia a Gerusalemme

Ugo il Vecchio, dopo aver partecipato, con successo, difesa della contea di Tripoli dagli attacchi di Norandino, nel 1164, si unì a Raimondo III di Tripoli, Boemondo III di Antiochia, Joscelin III di Edessa, Thoros II d'Armenia e Costantino Colomanno, per liberare dall'assedio di Norandino il castello di Harem; assieme ad altri comandanti fu fatto prigioniero e, dopo che Norandino aveva conquistato il castello, nel 1165, Ugo VIII, assieme agli altri prigionieri, fu condotto in catene fino ad Aleppo. Questi avvenimenti sono confermati anche dalla lettera del Patriarca latino di Antiochia, Aimerio di Limoges al re di Francia, Luigi VII
Mentre Boemondo, nel 1165 e Raimondo, nel 1173, furono poi liberati, di Ugo non si ebbero più notizie e, secondo lo storico britannico Peter W. Edbury, nel suo The Kingdom of Cyprus and the Crusades 1191-1374 (non consultato), non fu mai liberato e morì in prigionia.

### Primo matrimonio
Ugo aveva sposato, in prime nozze, Orengarda, di cui non si conoscono gli ascendenti, che morì prima del 1166; in quella data, infatti Ugo, secondo un documento del Recueil des documents de l’abbaye de Fontaine-le-Comte (non consultato), fece una donazione in suffragio dell'anima della moglie.

### Secondo matrimonio
Ugo, rimasto vedovo, aveva sposato, in seconde nozze, Dolce, di cui non si conoscono gli ascendenti, che viene citata in un documento di donazione del 1168. Dolce dopo essere rimasta vedova si sposò, in seconde nozze, con Guglielmo, signore di Surgères.

### Signore di Lusignano

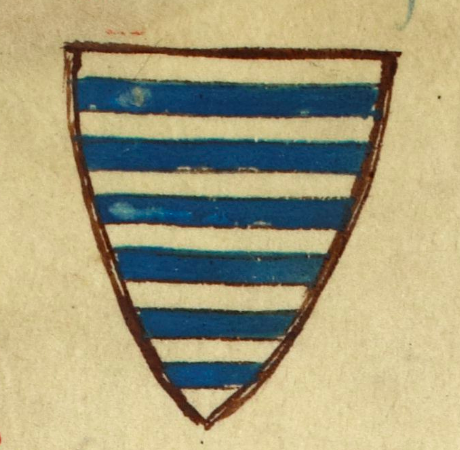
Lo stemma dei Lusignano nellHistoria anglorum

Ugo, non avendo più notizie del padre, dal 1167, si appropriò del titolo di signore di Lusignano (Hugo Brunus dominus Lizinniaci), come si definisce nel documento n° LXXII del Cartulaire de l'abbaye de Notre-Dame de la Merci-Dieu : autrement dite de Bécheron inerente ad una donazione, mentre in un altro documento di donazione del Cartulaire et chartes de l'abbaye de l'Absie, del 1166 (non consultato), si era definito figlio del signore di Lusignano e per questo in alcuni elenchi viene citato come Ugo IX di Lusignano e secondo Sidney Painter, molto probabilmente venne riconosciuto nella signoria come Ugo IX.

### Morte
Non si conosce la data esatta della morte di Ugo; secondo Sidney Painter morì nel 1169. Il fratello Goffredo, secondo un documento del Cartulaire et chartes de l'abbaye de l'Absie (non consultato), fece una donazione in suffragio della sua anima.

## Discendenza
Ugo da Orengarda ebbe due figli:
- Ugo[13] (1163-1219), signore di Lusignano e conte de La Marche e conte d'Angoulême[14]
- Ainordis, citata dal padre nel documento di donazione in suffragio della madre[11].

Ugo da Dolce ebbe due figli:
- Alamanda, citata dal padre nel documento di donazione del 1168[11]
- Rodolfo[13] (1169-1219), conte di Eu[15].

## Ascendenza
|                           |                      |                      | Genitori             |  |  | Nonni |  |  | Bisnonni            |  |  | Trisnonni          |  |
|                           |                      |                      |                      |  |  |       |  |  | Ugo VI di Lusignano |  |  | Ugo V di Lusignano |  |
|                           |                      |                      |                      |  |  |       |  |  | Ugo VI di Lusignano |  |  | Ugo V di Lusignano |  |
|                           |                      | Almodis de La Marche |                      |  |  |       |  |  | Ugo VI di Lusignano |  |  |                    |  |
| Ugo VII di Lusignano      |                      |                      |                      |  |  |       |  |  | Ugo VI di Lusignano |  |  |                    |  |
|                           |                      | Ildegarda di Thouars | Amaury IV de Thouars |  |  |       |  |  |                     |  |  |                    |  |
|                           |                      | Ildegarda di Thouars | Amaury IV de Thouars |  |  |       |  |  |                     |  |  |                    |  |
|                           |                      | Ildegarda di Thouars | Amelina              |  |  |       |  |  |                     |  |  |                    |  |
| Ugo VIII di Lusignano     |                      | Ildegarda di Thouars |                      |  |  |       |  |  |                     |  |  |                    |  |
|                           |                      | …                    | …                    |  |  |       |  |  |                     |  |  |                    |  |
|                           |                      | …                    | …                    |  |  |       |  |  |                     |  |  |                    |  |
|                           |                      | …                    | …                    |  |  |       |  |  |                     |  |  |                    |  |
| Sarracina de Lezay        |                      | …                    |                      |  |  |       |  |  |                     |  |  |                    |  |
|                           |                      | …                    | …                    |  |  |       |  |  |                     |  |  |                    |  |
|                           |                      | …                    | …                    |  |  |       |  |  |                     |  |  |                    |  |
|                           |                      | …                    | …                    |  |  |       |  |  |                     |  |  |                    |  |
| Ugo il Bruno di Lusignano |                      | …                    |                      |  |  |       |  |  |                     |  |  |                    |  |
|                           | Amaury III de Rançon | Géraud de Rançon     |                      |  |  |       |  |  |                     |  |  |                    |  |
|                           | Amaury III de Rançon | Géraud de Rançon     |                      |  |  |       |  |  |                     |  |  |                    |  |
|                           | Amaury III de Rançon | Ermengarda           |                      |  |  |       |  |  |                     |  |  |                    |  |
| Geoffroy de Rançon        | Amaury III de Rançon |                      |                      |  |  |       |  |  |                     |  |  |                    |  |
|                           |                      | Burgonde de Craon    | Robert de Nevers     |  |  |       |  |  |                     |  |  |                    |  |
|                           |                      | Burgonde de Craon    | Robert de Nevers     |  |  |       |  |  |                     |  |  |                    |  |
|                           |                      | Burgonde de Craon    | Avoise de Sablé      |  |  |       |  |  |                     |  |  |                    |  |
| Bourgogne de Rançon       |                      | Burgonde de Craon    |                      |  |  |       |  |  |                     |  |  |                    |  |
|                           |                      | Pierre de Moncontour | …                    |  |  |       |  |  |                     |  |  |                    |  |
|                           |                      | Pierre de Moncontour | …                    |  |  |       |  |  |                     |  |  |                    |  |
|                           |                      | Pierre de Moncontour | …                    |  |  |       |  |  |                     |  |  |                    |  |
| Fossilia de Moncontour    |                      | Pierre de Moncontour |                      |  |  |       |  |  |                     |  |  |                    |  |
|                           |                      | …                    | …                    |  |  |       |  |  |                     |  |  |                    |  |
|                           |                      | …                    | …                    |  |  |       |  |  |                     |  |  |                    |  |
|                           |                      | …                    | …                    |  |  |       |  |  |                     |  |  |                    |  |
|                           |                      | …                    |                      |  |  |       |  |  |                     |  |  |                    |  |

### Fonti primarie
- (LA)  Cartulaire de l'abbaye de Notre-Dame de la Merci-Dieu : autrement dite de Bécheron.
- (LA)  Chartes et documents pour servir à l'histoire de l'abbaye de Saint-Maixent, vol 1.
- (LA)  Chartes de l'abbaye de Nouaillé de 678 à 1200
- (LA)  Recueil des historiens des Gaules et de la France. Tome 16
- (LA)  Historia rerum in partibus transmarinis gestarum, liber XIX
- (LA)  Monumenta Germaniae Historica, Scriptores, tomus XXIII

### Letteratura storiografica
- (EN)  The Lusignan family in the 11th & 12th centuries